# Труд (село, Болгария)
Труд (болг. Труд) — село в Болгарии. Находится в Пловдивской области, входит в общину Марица. Население составляет 3 673 человека.

## Политическая ситуация
В местном кметстве Труд, в состав которого входит Труд, должность кмета (старосты) исполняет Костадин Христозов Кирков (независимый) по результатам выборов правления кметства.
Кмет (мэр) общины Марица — Запрян Иванов Дачев (Болгарская социалистическая партия (БСП)) по результатам выборов в правление общины.